# Area metropolitana di Pescara

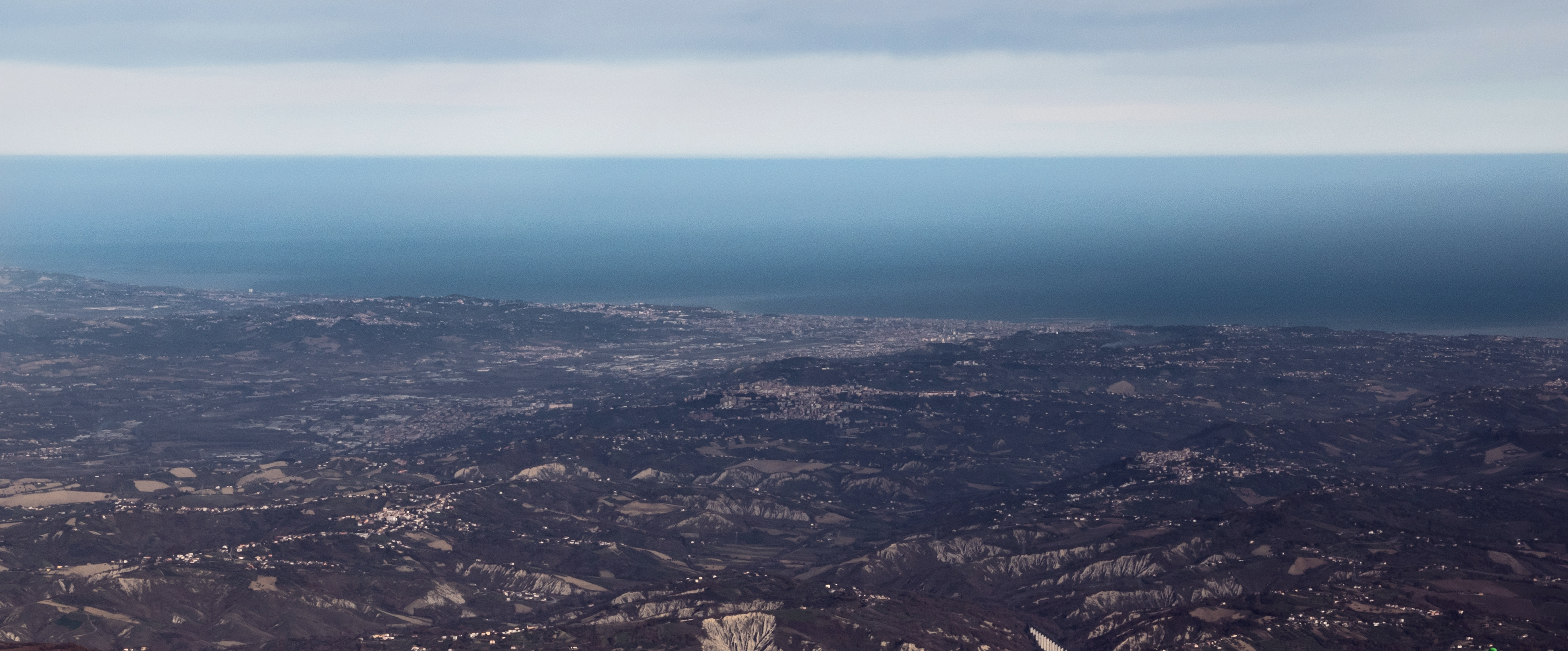
Chieti e Pescara viste dalla cima Mammarosa della Maiella

L'area metropolitana di Pescara, anche nota come area metropolitana Pescara-Chieti, è una conurbazione formatasi in Abruzzo in seguito alla saldatura delle città di Pescara e Chieti e al processo di crescita e industrializzazione dell'area urbana pescarese iniziato negli anni 1950. I confini dell'area non sono chiaramente definiti, e oltre ai comuni della provincia di Pescara circostanti il capoluogo vengono considerati parte dell'area metropolitana anche comuni appartenenti alle province di Chieti e Teramo. Secondo l'Eurostat l'area urbana funzionale (FUA) di Pescara contava circa 238 500 abitanti nel 2023, mentre secondo uno studio del 2013 dell'OCSE l'area registra 363 000 abitanti.

## Geografia fisica

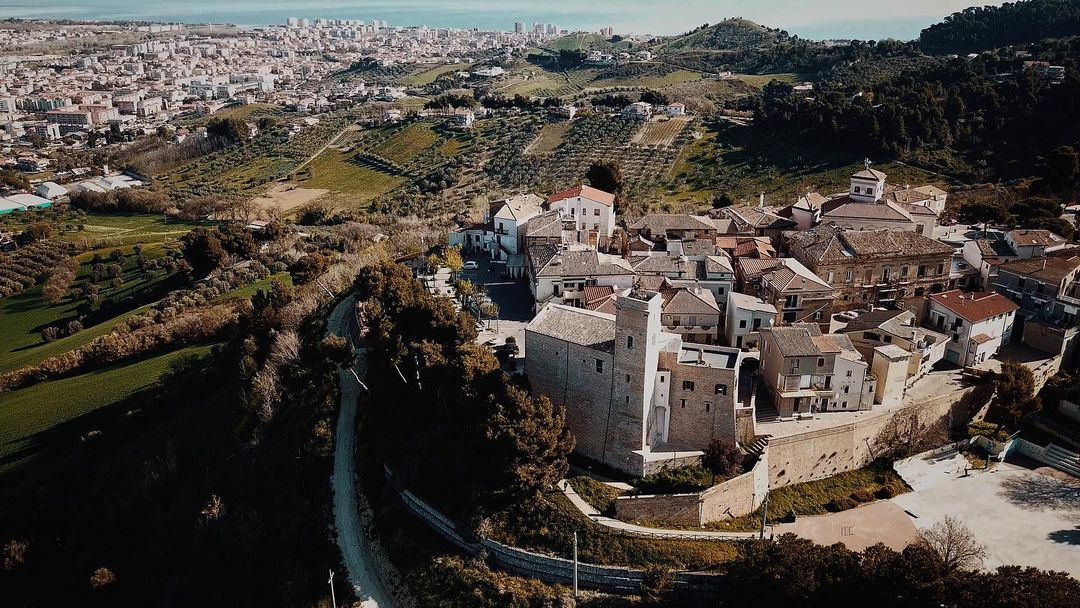
Montesilvano

L'area sorge al centro della costa abruzzese del mare Adriatico, nell'Italia meridionale, e avendo il suo fulcro nella Val Pescara, dove risiedono i due capoluoghi di provincia Pescara e Chieti, si ramifica a nord e a sud lungo il litorale, occupando prevalentemente le zone costiere pianeggianti e i fondovalle dei fiumi Piomba, Saline, Alento e Foro. Nel territorio sono presenti diverse riserve naturali, come l'area marina protetta Torre del Cerrano, la riserva naturale regionale Ripari di Giobbe, la riserva naturale di interesse provinciale Pineta Dannunziana e la riserva naturale Pineta di Santa Filomena. L'area geografica dove sorge la conurbazione si può dividere in tre ambienti principali: il litorale, lungo circa 40 chilometri e caratterizzato in massima parte da sabbie e rocce sedimentarie, in particolare nella zona meridionale, e da terreni alluvionali e misti nel restante territorio; la zona collinare, dominata da terreni argillosi e l'area pedemontana più prossima al massiccio del Gran Sasso, composta da formazioni di marna e calcare. La costa è prevalentemente sabbiosa e completamente urbanizzata, all'infuori della zona ortonese, caratterizzata da falesie e dalla presenza di aree rurali e dove ha inizio la Costa dei Trabocchi. La larghezza delle spiagge è in media di 100 metri, anche se può raggiungere i 10-15 metri nelle zone meridionali. Essendo l'effetto delle maree trascurabile, le dinamiche dei sedimenti sono determinate principalmente dal moto ondoso.

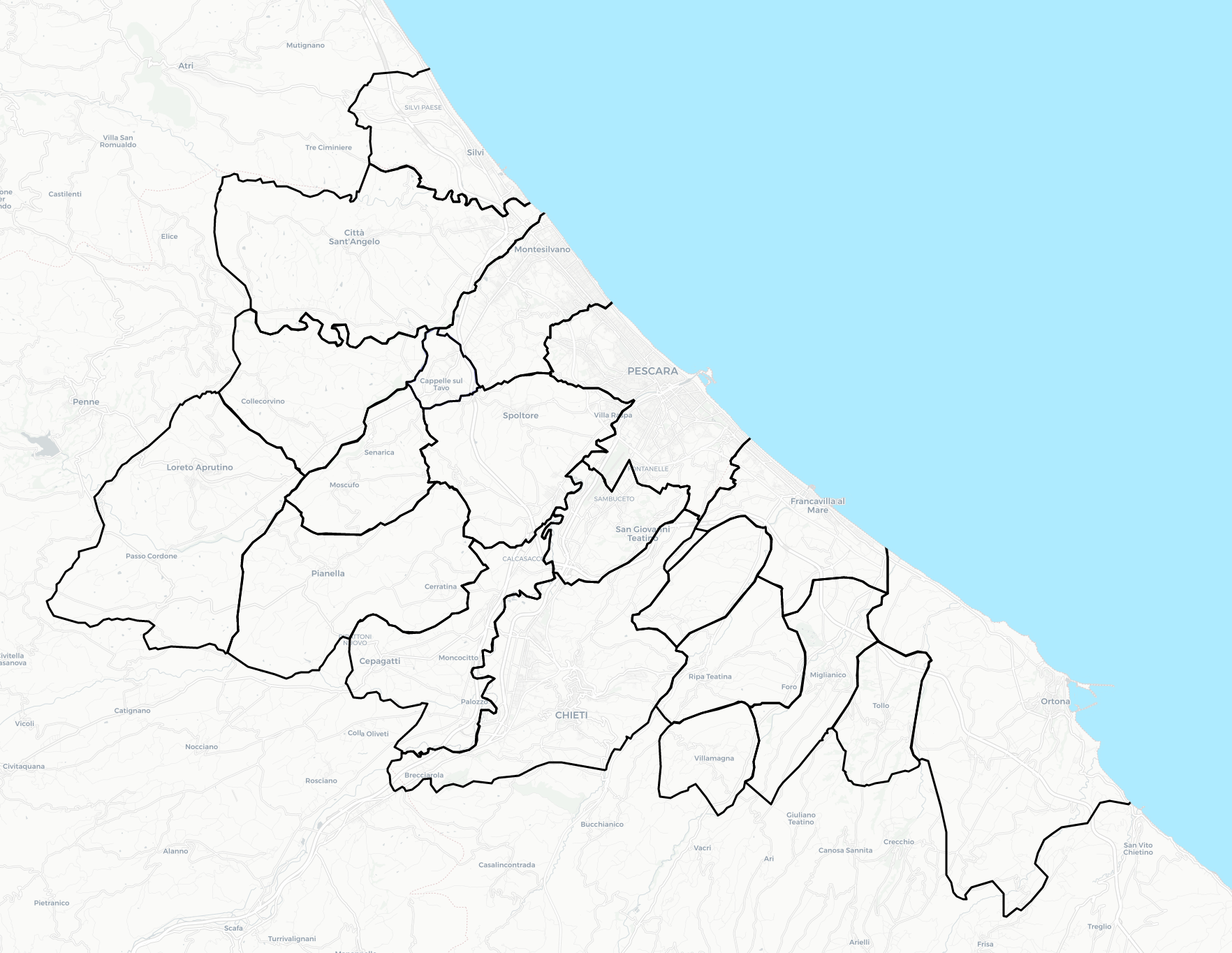
I comuni dell'area metropolitana

### Perimetrazioni
Il territorio dell'area metropolitana non è mai stato ben delimitato dalle istituzioni locali, e spesso le diverse metodologie usate nella misurazione delle aree metropolitane da parte dei diversi enti e organizzazioni danno come esito risultati molto divergenti.
Secondo l'ISTAT, che inserisce l'area metropolitana di Pescara nel sistema lineare adriatico, il sistema locale del lavoro del 2001 (ricavato dall'analisi dei flussi di pendolarismo nell'area) era composto da ventisei comuni (Brittoli, Cappelle sul Tavo, Carpineto della Nora, Catignano, Cepagatti, Città Sant'Angelo, Civitaquana, Manoppello, Montesilvano, Moscufo, Nocciano, Pescara, Pianella, Rosciano, Serramonacesca, Spoltore, Vicoli, Bucchianico, Casalincontrada, Chieti, Francavilla al Mare, Miglianico, Ripa Teatina, San Giovanni Teatino, Torrevecchia Teatina, Villamagna) con una popolazione di 348 899 residenti, mentre il sistema locale del lavoro ridefinito nel 2011 viene composto da nove comuni (Cappelle sul Tavo, Città Sant'Angelo, Montesilvano, Moscufo, Pescara, Pianella, Spoltore, Francavilla al Mare e San Giovanni Teatino) con una popolazione di 252 733 residenti.
L'OCSE ha individuato l'area pescarese tra le trentacinque aree urbane funzionali italiane di media dimensione.
Secondo il Censis, che nelle sue stime prende in considerazione le principali unità comunali adiacenti con oltre duecento abitanti per chilometro quadrato, l'agglomerato urbano di Chieti-Pescara si estenderebbe per circa 1600 chilometri quadrati con una popolazione di circa 650 000 abitanti.
Secondo un altro studio del comune di Pescara e del Censis, è possibile suddividere l'area metropolitana in un territorio detto prima cintura, con sei comuni (Cappelle sul Tavo, Francavilla al Mare, Montesilvano, Pescara, San Giovanni Teatino e Spoltore) e circa 220 000 abitanti, inscritta in un territorio funzionale di riferimento che abbia come limiti Silvi a nord, Ortona a sud e Chieti e Loreto Aprutino a ovest con circa 380 000 abitanti.
In definitiva le stime più conservative convergono su una popolazione residente di circa 240 000 abitanti, mentre con altre metodologie di calcolo gli abitanti superano le 350 000 unità.

## Società

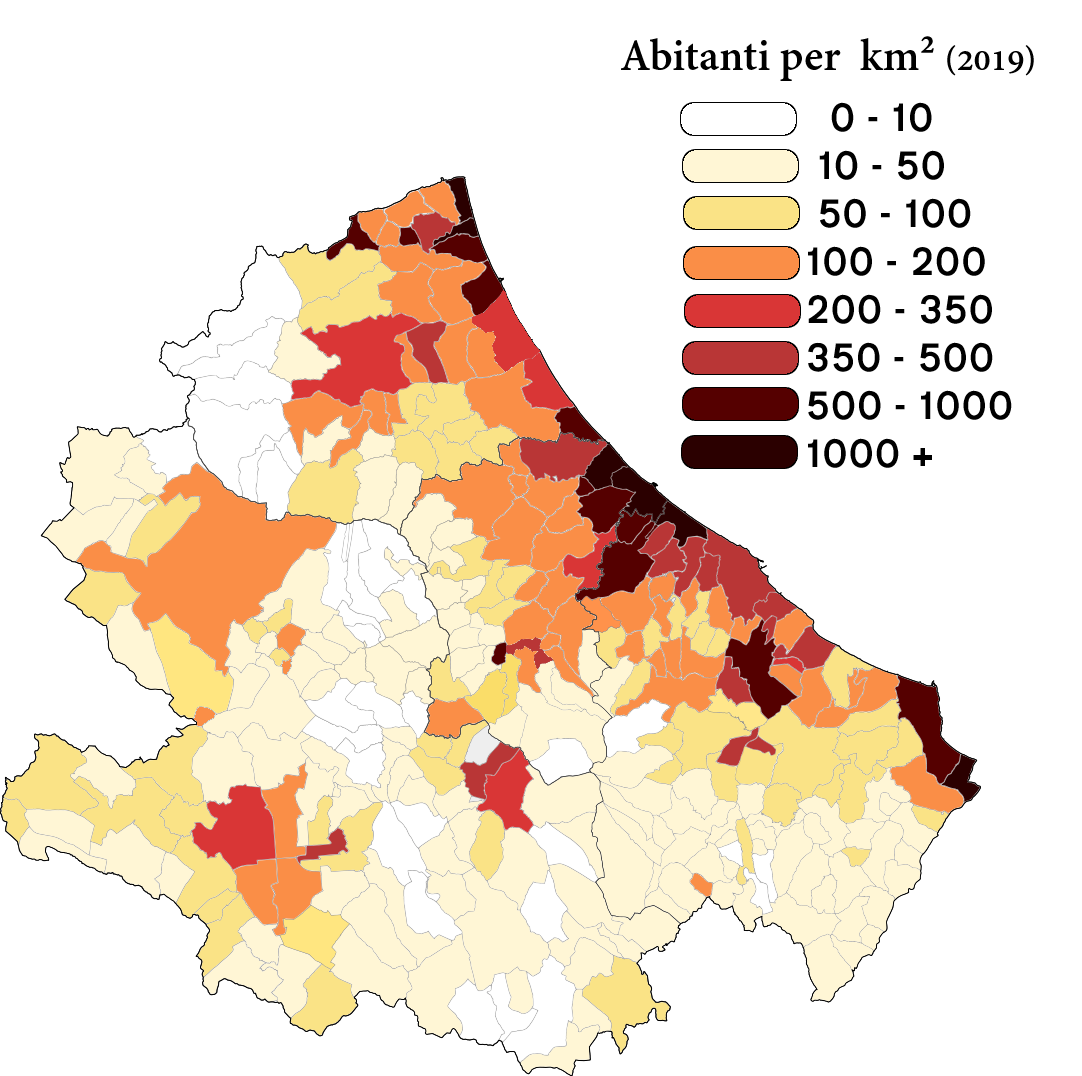
La distribuzione della popolazione in Abruzzo, polarizzata nelle aree costiere

### Evoluzione demografica
Dall'inizio del XX secolo il comune di Pescara è soggetto a un importante fenomeno di immigrazione interna abruzzese, che anche a causa delle migliori condizioni economiche della costa rispetto all'entroterra regionale, portò rapidamente il comune a moltiplicare i suoi abitanti, passando dai circa 65 000 del censimento 1951 ai 137 059 del 1979, massimo storico di residenti in città. Da allora la città ha iniziato a perdere residenti in favore dei comuni limitrofi, che mostrano i tassi di crescita più alti della regione. Questo ha portato l'area metropolitana a divenire l'unico territorio abruzzese in crescita, in controtendenza con la regione che invece affronta, nel suo complesso, cronici problemi di spopolamento, in particolare nelle aree interne.

## Comuni

L'area metropolitana di Pescara secondo il Censis

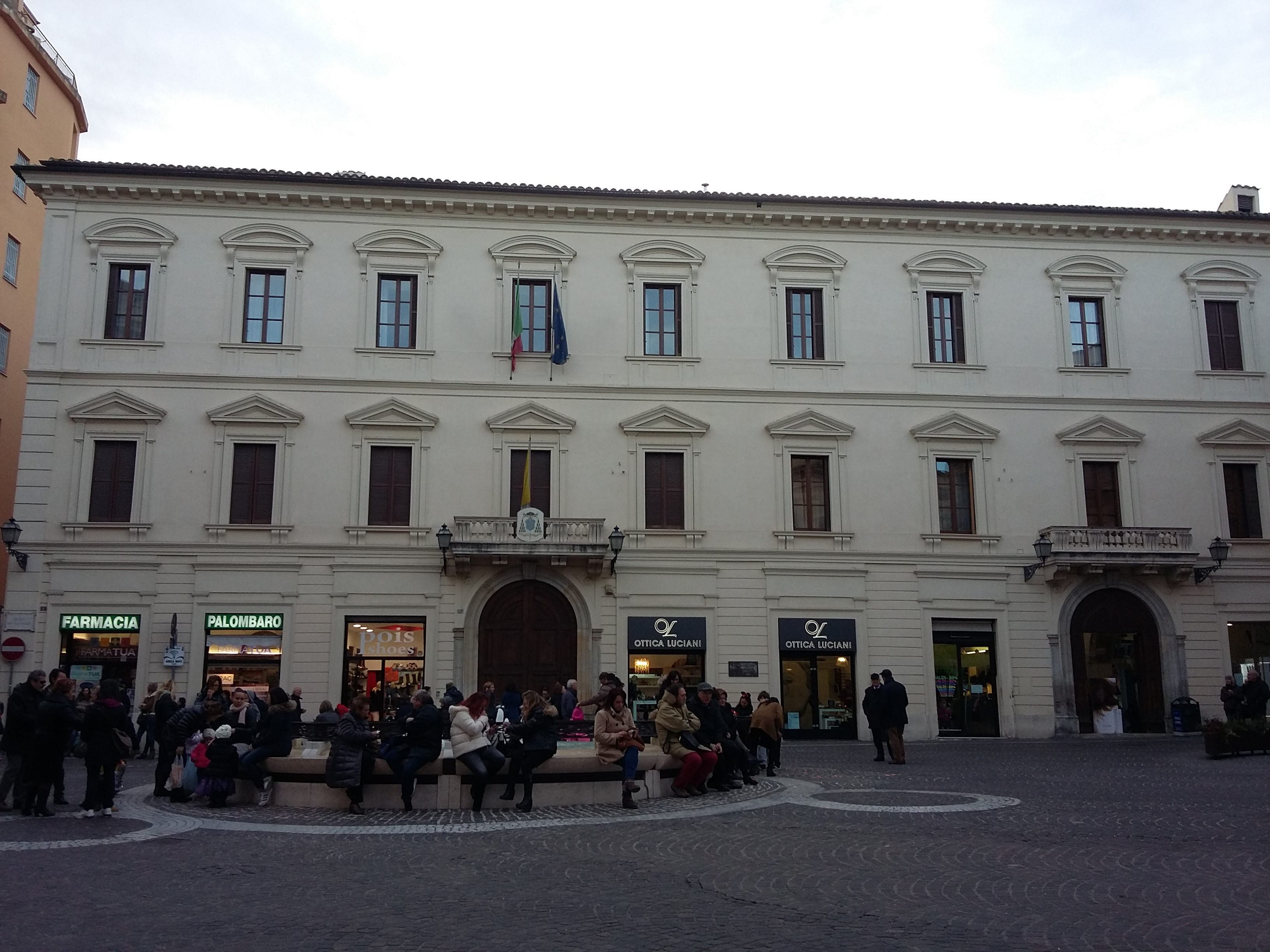
Palazzo arcivescovile di Chieti

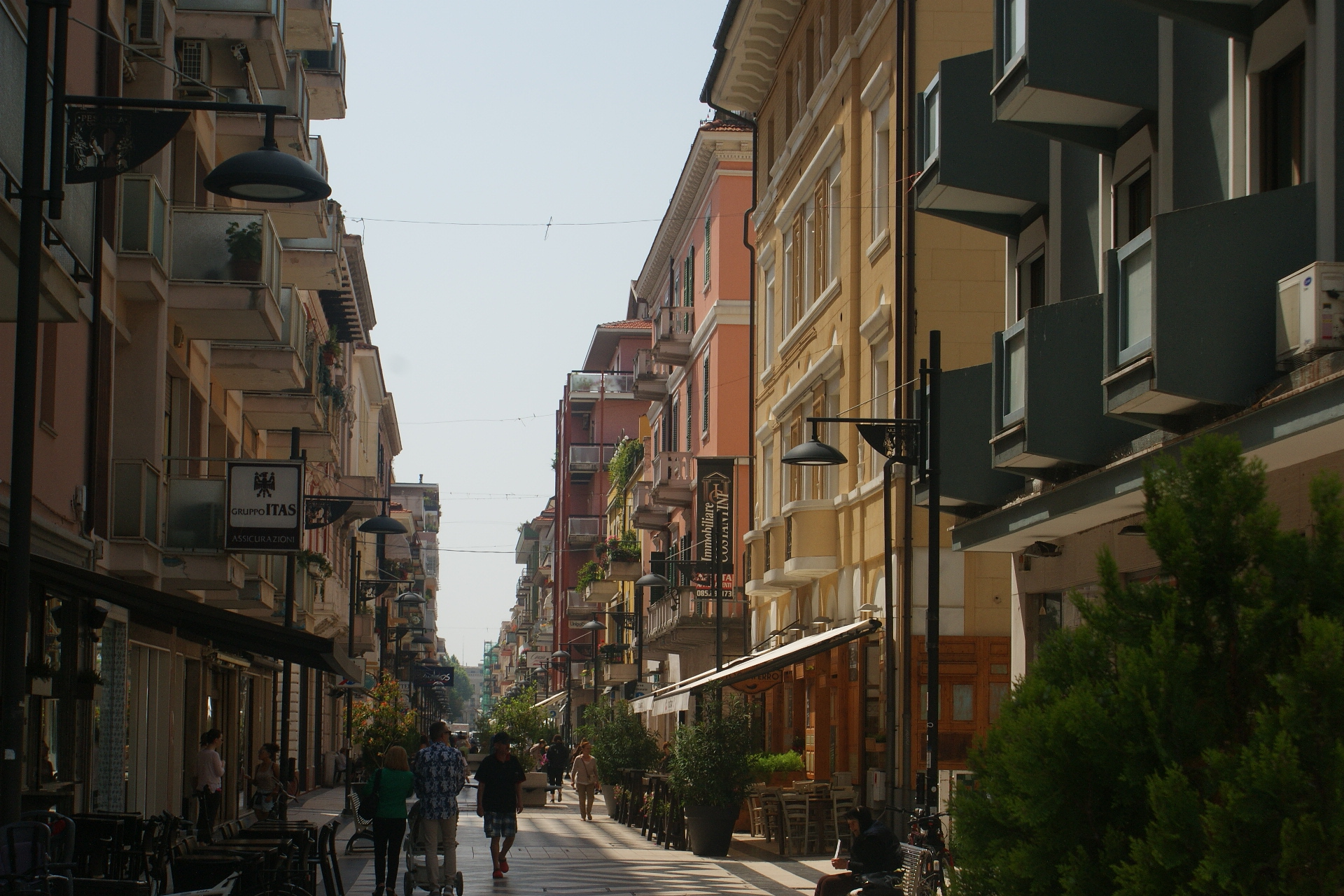
Via Firenze, nel centro di Pescara

L'area metropolitana individuata dal Censis, che contando 390 524 abitanti al 31 dicembre 2023 su una superficie totale di 629,2 chilometri quadri contribuisce a circa il 30% della popolazione regionale, viene così ripartita:

### Prima cintura
| Provincia            | Comune               | Superficie (in km²) | Popolazione (31-12-2023) | Densità (abitanti/km² al 31-12-2023) |
| -------------------- | -------------------- | ------------------- | ------------------------ | ------------------------------------ |
| Provincia di Pescara | Pescara              | 33,95               | 118 634                  | 3 494,37                             |
| Provincia di Pescara | Montesilvano         | 23,57               | 53 565                   | 2 272,59                             |
| Provincia di Pescara | Spoltore             | 37,01               | 19 072                   | 515,32                               |
| Provincia di Pescara | Cappelle sul Tavo    | 5,41                | 4 044                    | 747,5                                |
| Provincia di Chieti  | Francavilla al Mare  | 23,09               | 25 492                   | 1 104,03                             |
| Provincia di Chieti  | San Giovanni Teatino | 18,19               | 14 412                   | 792,3                                |
| Totale               | Totale               | 141,22              | 235 219                  | 1 665,62                             |

### Territorio funzionale

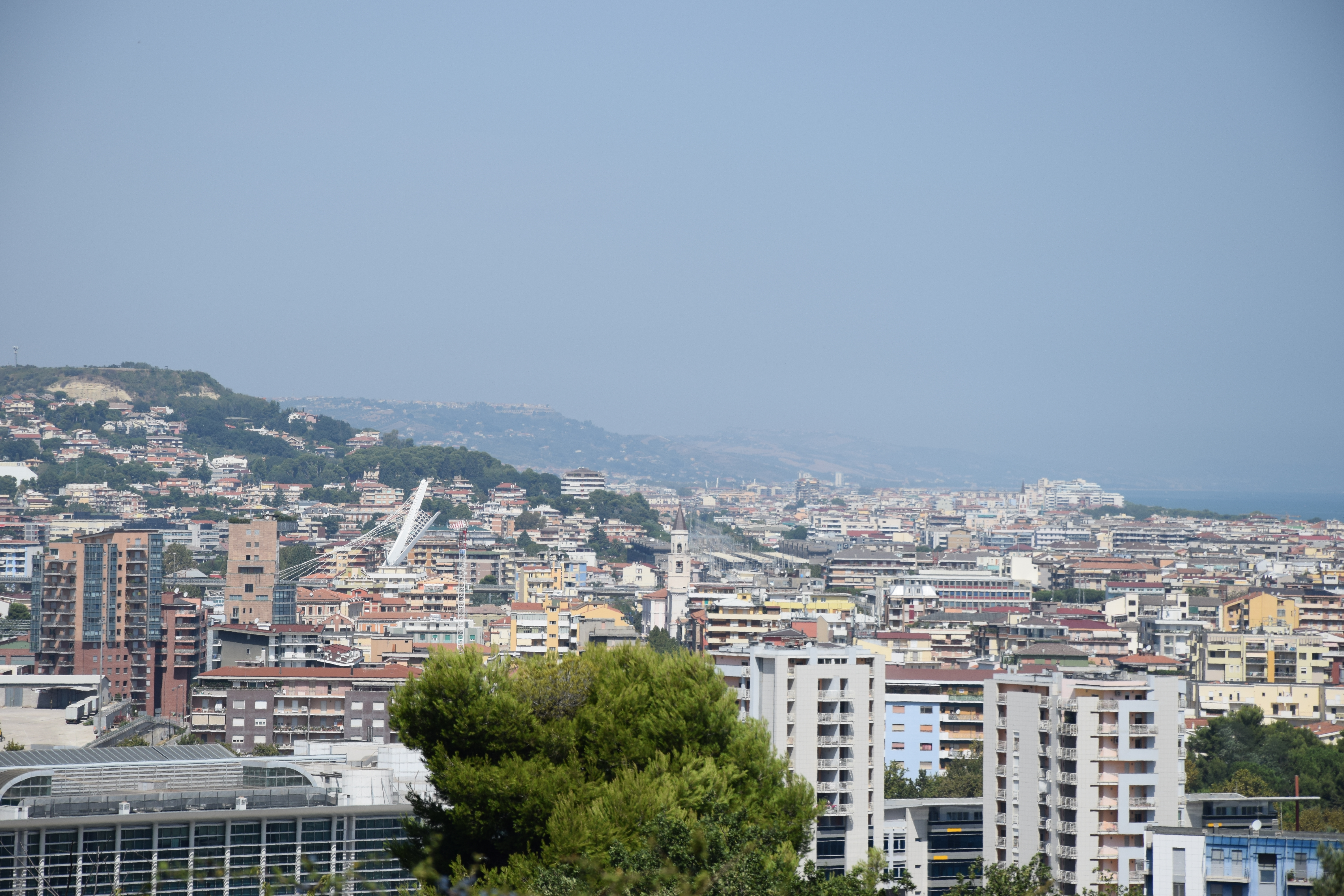
Veduta di Pescara e, in lontananza, Montesilvano e il centro storico collinare di Silvi

| Provincia            | Comune               | Superficie (in km²) | Popolazione (31-12-2023) | Densità (abitanti/km² al 31-12-2023) |
| -------------------- | -------------------- | ------------------- | ------------------------ | ------------------------------------ |
| Provincia di Pescara | Città Sant'Angelo    | 62,02               | 14 872                   | 239,79                               |
| Provincia di Pescara | Cepagatti            | 30,82               | 10 969                   | 355,91                               |
| Provincia di Pescara | Pianella             | 47,05               | 8 502                    | 180,7                                |
| Provincia di Pescara | Loreto Aprutino      | 59,5                | 7 049                    | 118,47                               |
| Provincia di Pescara | Collecorvino         | 31,99               | 5 967                    | 186,53                               |
| Provincia di Pescara | Moscufo              | 20,26               | 3 072                    | 151,63                               |
| Provincia di Chieti  | Chieti               | 59,57               | 48 585                   | 815,6                                |
| Provincia di Chieti  | Ortona               | 70,88               | 22 101                   | 311,81                               |
| Provincia di Chieti  | Miglianico           | 22,73               | 4 618                    | 203,17                               |
| Provincia di Chieti  | Torrevecchia Teatina | 14,68               | 4 210                    | 286,78                               |
| Provincia di Chieti  | Ripa Teatina         | 20,16               | 3 889                    | 192,91                               |
| Provincia di Chieti  | Tollo                | 14,96               | 3 876                    | 259,09                               |
| Provincia di Chieti  | Villamagna           | 12,73               | 2 153                    | 169,13                               |
| Provincia di Teramo  | Silvi                | 20,63               | 15 442                   | 748,52                               |
| Totale               | Totale               | 487,98              | 155 305                  | 318,26                               |

### Nuova Pescara
Il 25 maggio 2014 i residenti dei comuni di Pescara, Montesilvano e Spoltore si sono espressi in un referendum a favore dell'istituzione di un unico comune. Partecipò al voto il 69,46% degli aventi diritto e di questi il 64% si espresse a favore della fusione degli enti (a Pescara ha risposto Sì il 70.32% dei votanti, ha prevalso il Sì anche a Montesilvano con il 52,23% e a Spoltore con il 51,15%.). La relativa legge regionale è stata approvata l'8 agosto 2018, fissando il 1º gennaio 2022 come data di nascita del nuovo comune. Il nome Nuova Pescara (a volte anche Grande Pescara) è un nome provvisorio di derivazione giornalistica, infatti resta ancora irrisolta la questione del nome che assumerà il nuovo ente, in attesa di una decisione ufficiale. La scadenza è stata in un primo momento differita al 1º gennaio 2023, e successivamente al 2027.  I comuni coinvolti, nel gennaio 2021, hanno avviato le sei commissioni che definiranno i passaggi giuridici e amministrativi della fusione.

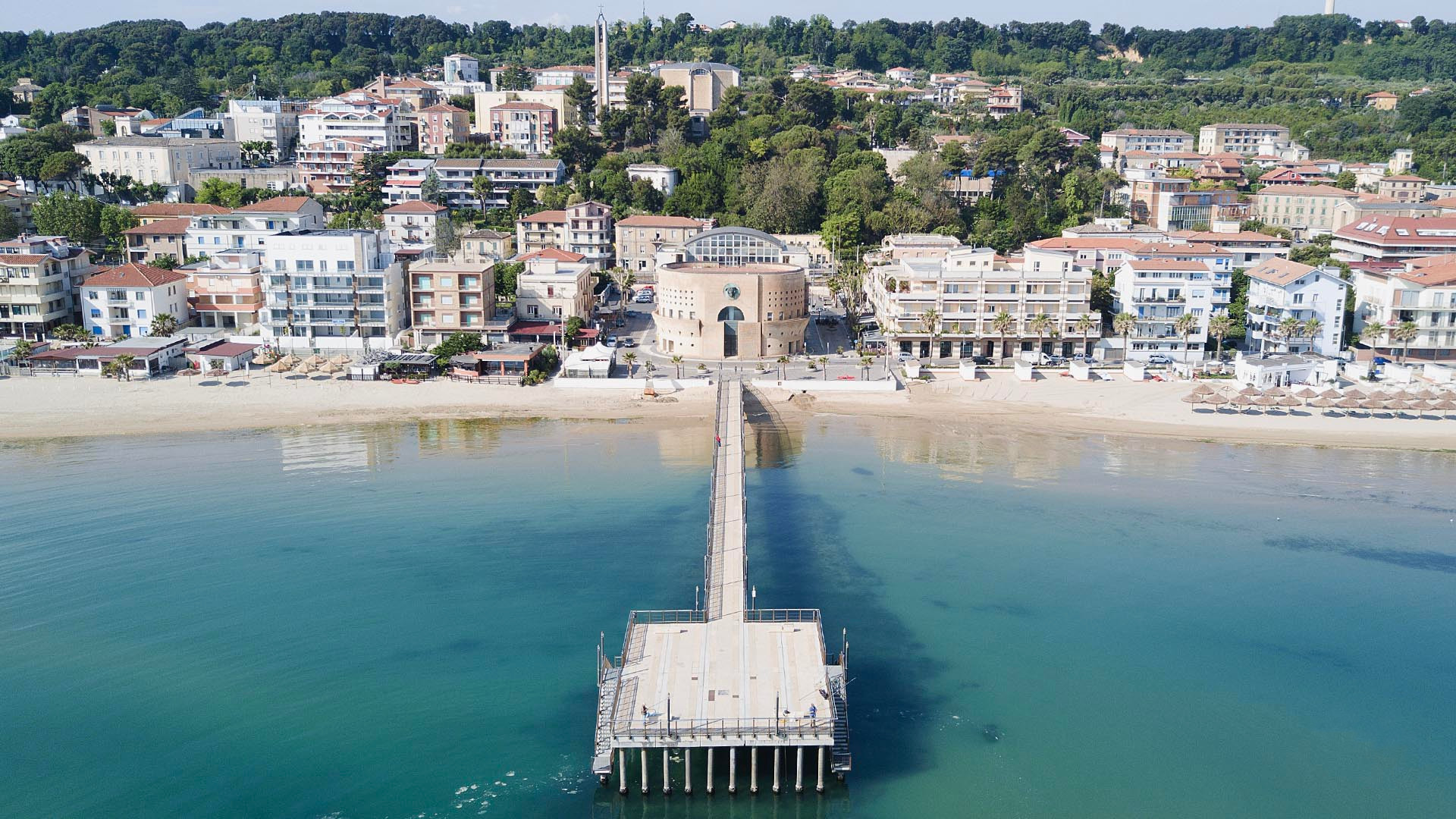
Il pontile di Francavilla al Mare

## Economia
L'economia dell'area è variegata e riflette le varie specializzazioni che hanno nel tempo assunto i diversi comuni. A Pescara e nei comuni limitrofi come Montesilvano e Spoltore, di fianco a un settore delle costruzioni storicamente molto attivo, si sono sempre più radicati servizi di terziario avanzato, mentre nella Val Pescara, tradizionale sede delle principali industrie abruzzesi, sono sviluppate numerose attività nel settore meccanico, della chimica e della farmaceutica. Fu proprio questo sviluppo industriale urbano, lungo tutta la valle ma in particolare tra le città di Pescara e Chieti a determinare lo sviluppo della conurbazione tra le due città. Un ruolo importante è svolto dall'industria del petrolio, in particolare nella fase di upstream, con numerose piattaforme di estrazione di idrocarburi nel tratto di mare prospiciente l'area.
Negli anni 1990 e 2000 si è registrato un fenomeno di deconcentrazione economica che ha portato diverse imprese a spostarsi dai comuni centrali dell'area, creando nuovi distretti industriali e commerciali insediandosi in aree periferiche ma in corrispondenza degli accessi dei principali assi viari. Il turismo balneare inoltre, fin dall'inizio del XX secolo, rappresenta una delle economie principali dell'area, nonostante l'Abruzzo sia agli ultimi posti delle regioni italiane per movimentazione turistica.

### Processo di integrazione
Nonostante la frammentazione amministrativa che caratterizza l'area, suddivisa tra numerosi comuni in province diverse, nel corso degli anni sono state molte le iniziative degli enti locali e dei principali operatori economici del territorio volte a una integrazione e pianificazione di servizi in ottica sovracomunale. In particolare, la vicinanza dei due capoluoghi di provincia Chieti e Pescara ha consentito la fusione di molti enti di ambito provinciale, come le camere di commercio, le unioni di industriali e costruttori oltre che di numerosi ordini professionali e una centrale unica del servizio di emergenza 118 delle due ASL. I comuni di Pescara, Montesilvano e Spoltore, già interessati dal processo di fusione, hanno attivato nel 2018 un ufficio sovracomunale per la gestione di progettazione, programmazione e accesso ai finanziamenti disponibili nei vari programmi europei, nazionali e regionali.
Il principale operatore di trasporto pubblico locale, TUA, in collaborazione le società di trasporto pubblico locale di Chieti Satam e La Panoramica, ha definito un sistema tariffario integrato per l'area metropolitana che consente lo spostamento tra diversi comuni e operatori con lo stesso biglietto.

## Infrastrutture e trasporti

### Strade

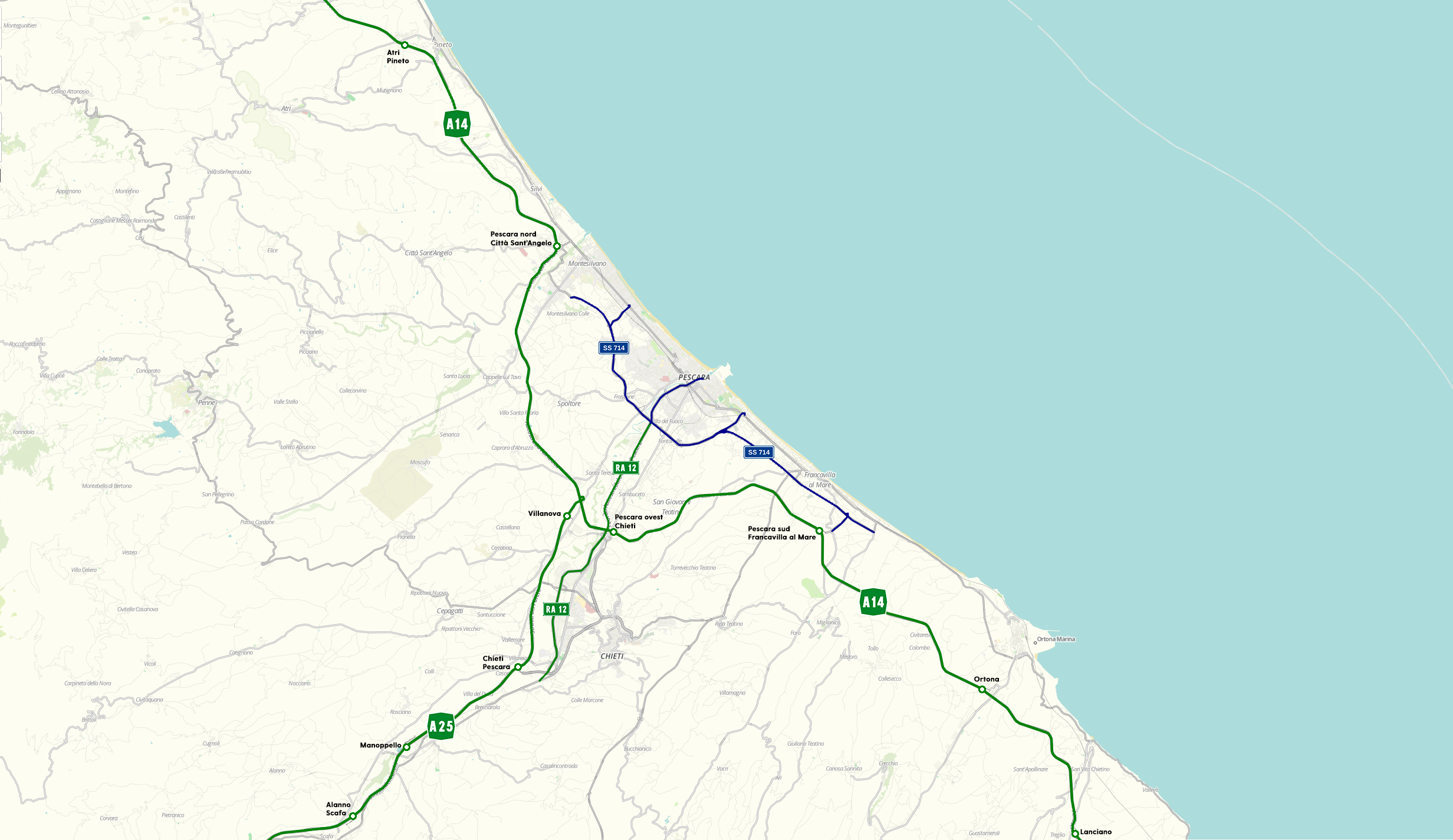
Viabilità dell'area

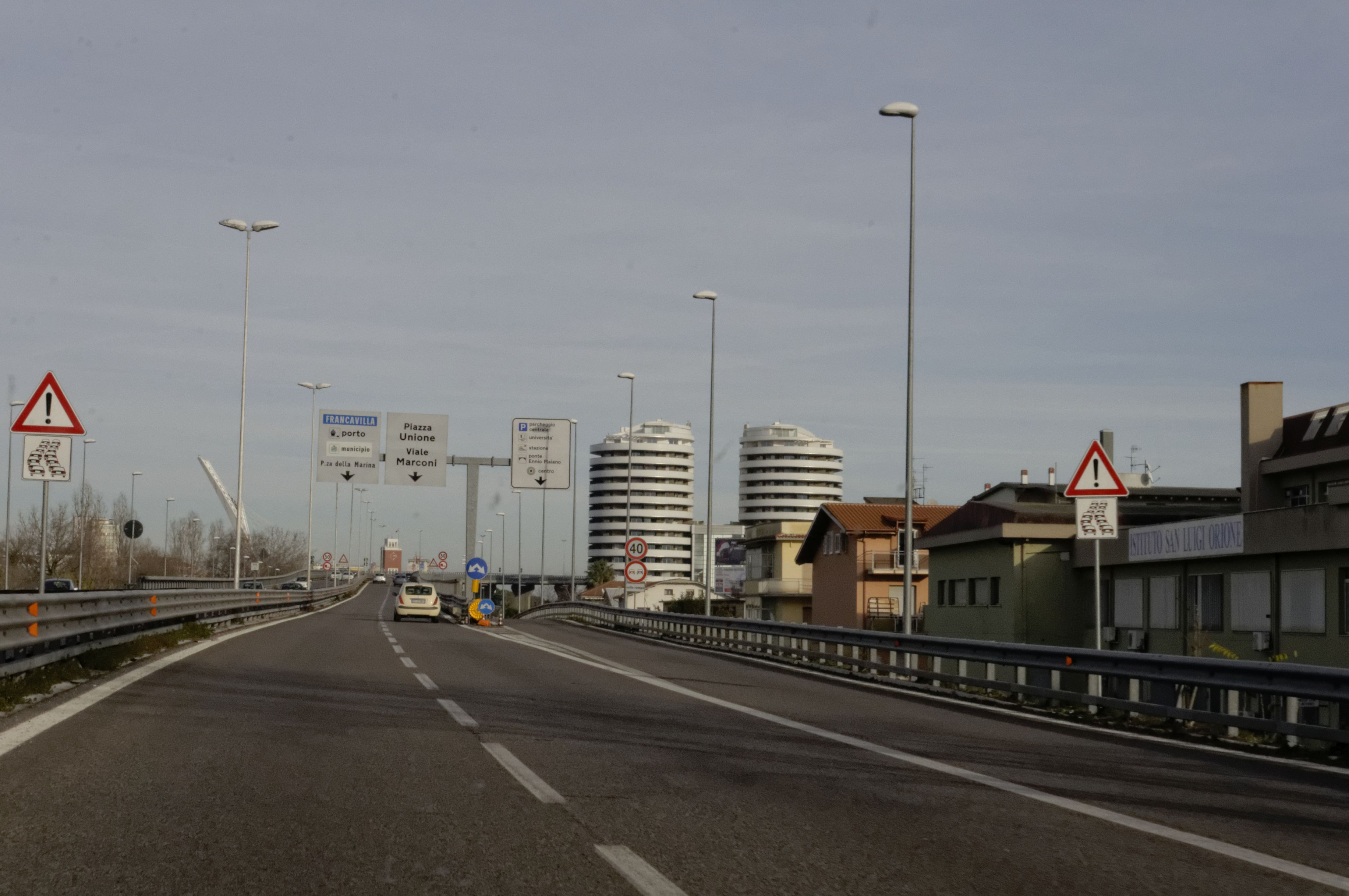
Lo svincolo Porta Nuova della SS 16 dir/C

#### Autostrade e tangenziali
- Autostrada A14: percorrendo la costa adriatica, l'autostrada taglia da nord a sud l'area metropolitana, che è servita dagli svincoli Pescara nord-Città Sant'Angelo, Pescara ovest-Chieti, Pescara sud-Francavilla al Mare e Ortona, collegando l'area pescarese a Bologna a nord e Bari a sud.
- Autostrada A25: attraversando tutta la Val Pescara collega, tramite gli svincoli di Chieti-Pescara e Villanova, l'area con l'Abruzzo interno e Roma.
- Raccordo autostradale 12: l'asse viario di circa quindici chilometri, costeggiante il fiume Pescara, collega le città di Chieti, San Giovanni Teatino e Pescara agli svincoli Chieti-Pescara e Pescara ovest-Chieti delle due autostrade dell'area metropolitana.
- Strada statale 16 dir/C del Porto di Pescara: proseguendo verso il mare il percorso del RA 12, la breve strada interamente sopraelevata di circa tre chilometri funge da tratto urbano del raccordo autostradale, collegandolo al porto pescarese.
- Strada statale 714 Tangenziale di Pescara: la strada era originariamente limitata a circonvallazione cittadina del comune di Pescara. In seguito agli ampliamenti degli anni 2000, che estesero la strada a nord fino a Montesilvano e a sud fino a Francavilla al Mare, venne riclassificata come tangenziale.

#### Strade statali
- Strada statale 5 Via Tiburtina Valeria: storico collegamento appenninico tra il mar Tirreno e l'Adriatico, il percorso della strada ricalca grossomodo quello dell'antica via consolare Tiburtina Valeria, che da Roma raggiungeva Pescara, anticamente nota come Aternum.
- Strada statale 16 Adriatica: tradizionalmente l'asse principale intorno al quale sono sorti gli insediamenti costieri abruzzesi nel XIX secolo, la strada continua ad avere un ruolo centrale nella viabilità di tutti i comuni litoranei.
- Strada statale 649 di Fondo Valle Alento: strada a scorrimento veloce che collega Francavilla al Mare e la zona meridionale dell'area con i comuni della valle dell'Alento e dell'interno della provincia teatina.
- Strada statale 656 Val Pescara-Chieti: strada a scorrimento veloce che collega il centro storico collinare di Chieti con la zona di Chieti Scalo, il raccordo autostradale e gli svincoli autostradali della Val Pescara.

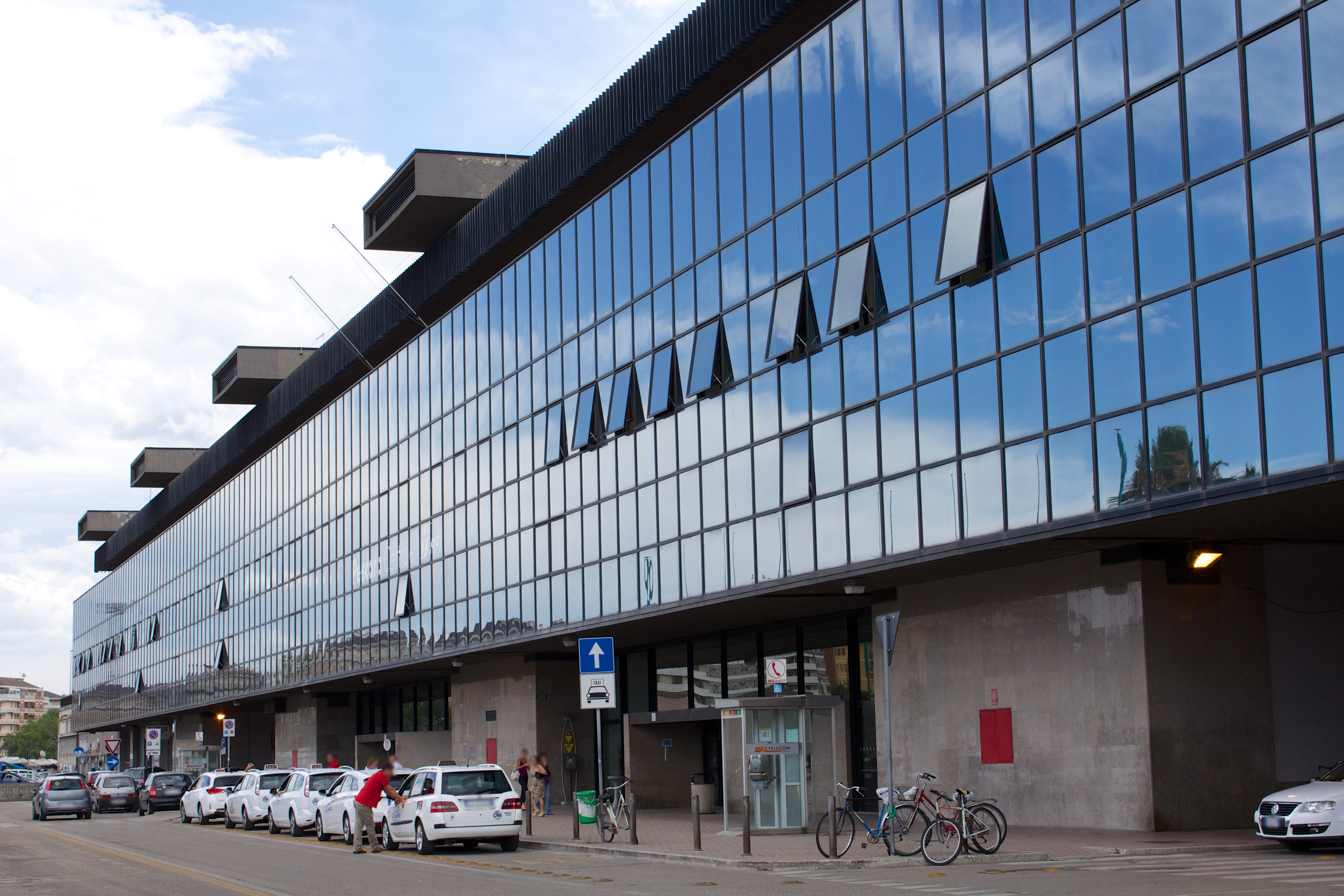
La stazione di Pescara Centrale

### Ferrovie
- Ferrovia Adriatica: primo motore dello sviluppo economico dell'area e di tutta la costa abruzzese dalla fine del XIX secolo[54], la ferrovia si trova a breve distanza dalla costa. Negli anni 1980 l'arretramento verso l'interno a Pescara e Montesilvano ha contribuito a decongestionare dal traffico generato dai numerosi passaggi a livello e ricucire zone in precedenza isolate tra loro dei due centri urbani[55], mentre a nord e a sud dell'area i comuni di Silvi e Francavilla al Mare restano divisi al loro interno dalla linea ferroviaria, che ne condiziona le direttrici di sviluppo[56]. Le stazioni della linea Adriatica sono quelle di Silvi, Montesilvano, Pescara Centrale, Pescara Porta Nuova, Pescara Tribunale, Francavilla al Mare e Ortona.
- Ferrovia Roma-Sulmona-Pescara: la ferrovia transappenninica, caratterizzata dai lunghi tempi di percorrenza e da un percorso montano e tortuoso, dalla sua costruzione negli anni 1880 e successive ricostruzione ed elettrificazione del secondo dopoguerra sullo stesso tracciato non ha mai ricevuto interventi di adeguamento significativi ed è divenuta non concorrenziale in seguito alla costruzione dell'autostrada A25 negli anni 1970[37][42]; da allora viene usata prevalentemente come mezzo di pendolarismo per brevi tratte, in particolar modo nelle vicinanze della Capitale[57]. Numerosi progetti si sono succeduti negli anni per una velocizzazione della linea, il cui scopo è quello di portare il tempo di percorrenza dell'intera tratta in linea con quelli del trasporto su gomma[58][59]. Le stazioni della linea nell'area metropolitana sono quelle di Pescara Centrale, Pescara Porta Nuova, Pescara San Marco, Chieti Madonna delle Piane e Chieti. La linea inoltre serve l'interporto d'Abruzzo, situato tra i comuni di Chieti e Manoppello, tramite la stazione di Interporto d'Abruzzo[60][61].

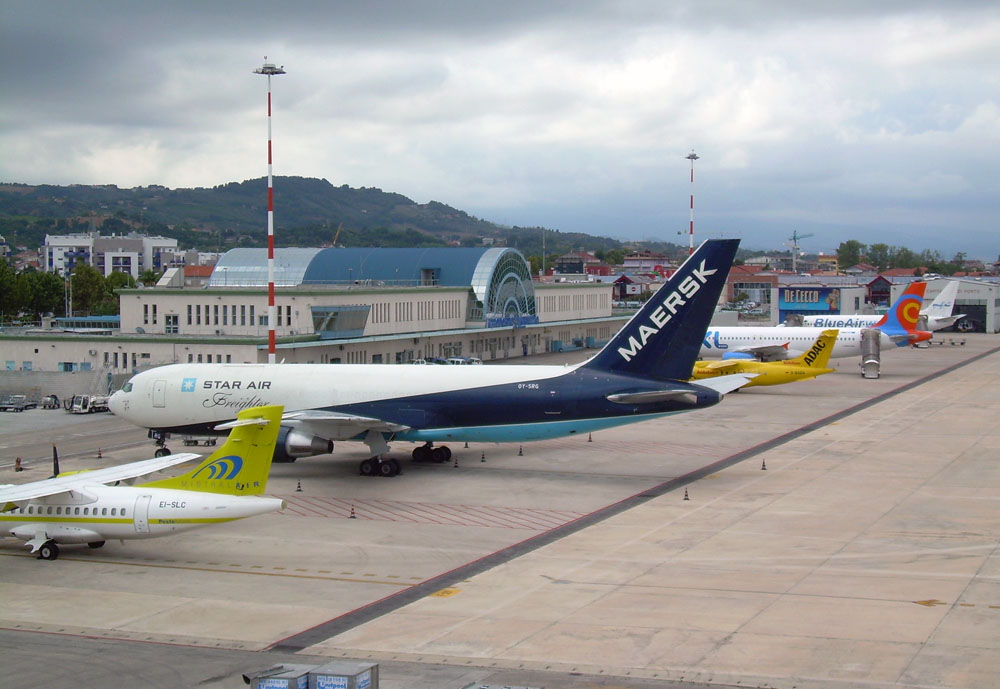
Piazzale aeromobili dell'aeroporto di Pescara

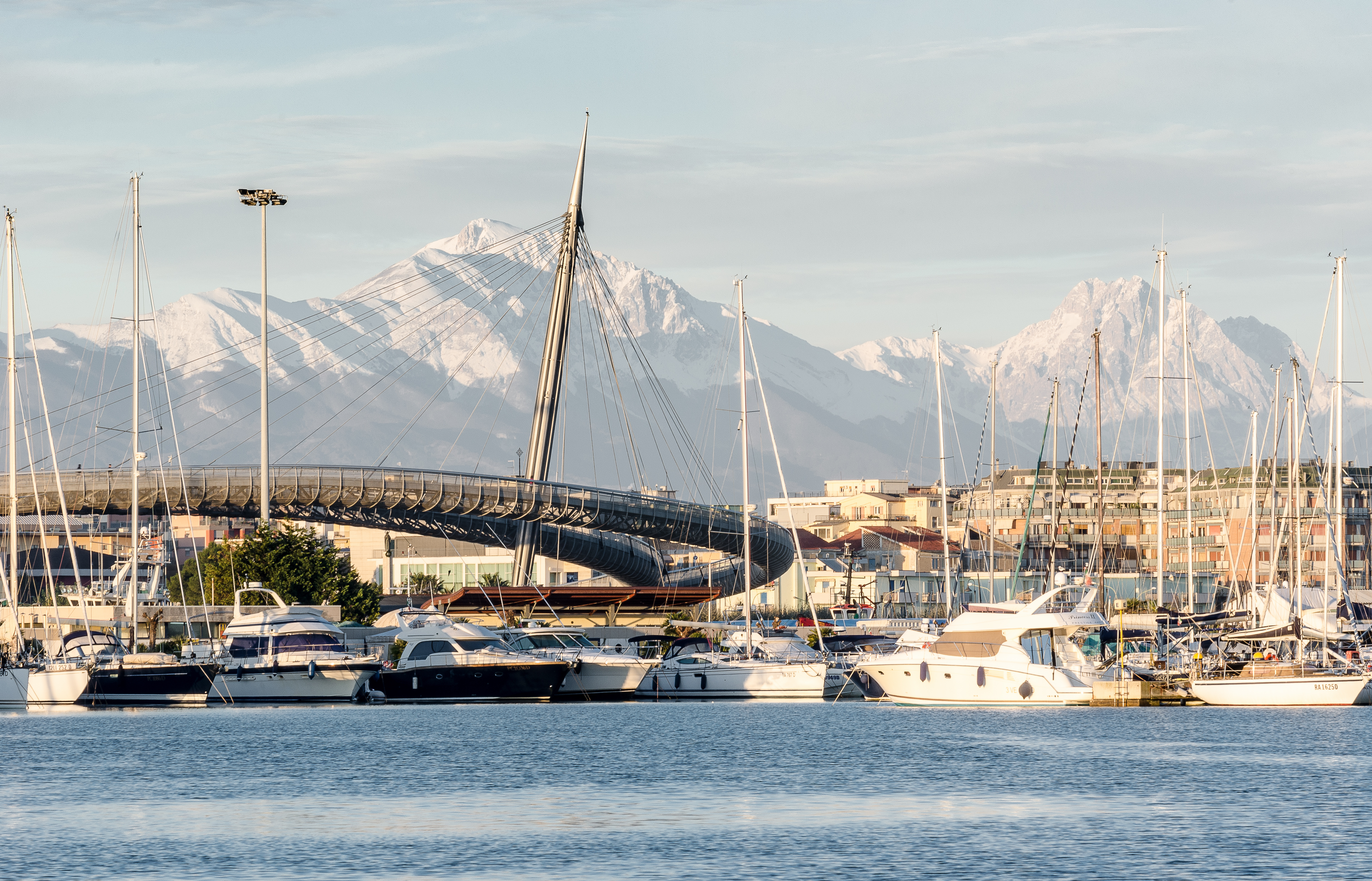
Il porto turistico Marina di Pescara, e sullo sfondo il ponte del Mare e il Gran Sasso

### Porti
- Porto di Ortona: storicamente l'approdo ortonese è sempre stato tra i porti principali d'Abruzzo, e grazie al suo sviluppo in chiave industriale nella seconda metà del XX secolo il porto di Ortona è divenuto il più importante per traffico merci.[62]
- Porto di Pescara: il porto fluviale pescarese, storico porto peschereccio alla foce del fiume Pescara, con la costruzione negli anni 1980 del porto turistico Marina di Pescara, il terzo porto turistico in Italia per numero di posti barca dopo quelli di Savona e Napoli[63], ha iniziato una fase di espansione, con la successiva creazione di nuove banchine per l'approdo di navi mercantili e traghetti.

### Aeroporti
L'aeroporto di Pescara è l'unico scalo attivo della regione, ed è situato nei comuni di Pescara e San Giovanni Teatino. Venne realizzato nel 1917 per esigenze strategiche e militari, e nel 2023, offrendo collegamenti nazionali e internazionali, ha generato un traffico di 872 701 passeggeri.

### Mobilità urbana
I trasporti urbani dell'area sono garantiti da TUA e, limitatamente a Chieti, dalla società La Panoramica, che gestisce anche la filovia di Chieti.